# 48年的人

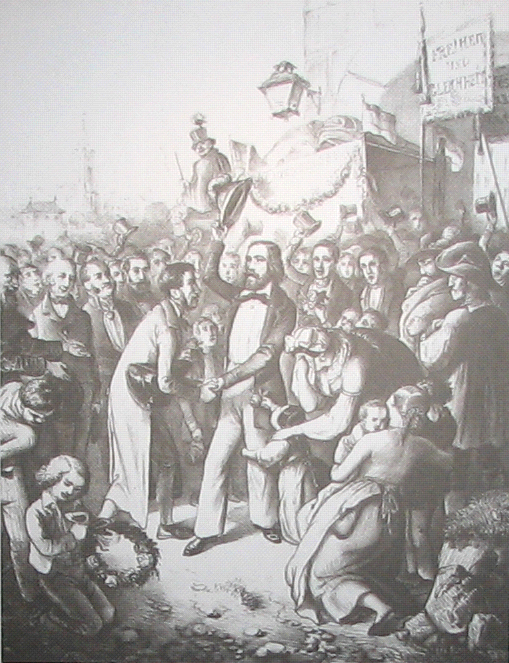
一幅描繪1848年革命領袖弗里德里希·赫克爾離開歐洲前往美國情景的畫作

48年的人（英語：Forty-Eighters），指支持或参与了1848年革命的欧洲人。这些自由主义参与者很大部分来自当时的德意志邦国，他们要求建立一个统一的德意志帝国，实现民主、自由和平等的政治愿望。后来这场革命失败，面对政治理想的失意，他们选择或被迫（有些人上了政府的通缉名单）移居美国、英格兰、澳洲等地。